# دریاچه اونگا
دریاچه اونِگا (به روسی: Оне́жское о́зеро) دریاچه‌ای در شمال غربی بخش اروپایی است که در محدوده جمهوری کارلیا، استان لنینگراد، و استان ولوگدا قرار دارد. این دریاچه در حوزه آبگیر دریای بالتیک قرار دارد و پس از دریاچه لادوگا دومین دریاچه بزرگ اروپا به شمار می‌رود. این دریاچه توسط نزدیک به ۵۰ رودخانه تغذیه می‌شود و خود توسط رودخانه اسویر به دریای بالتیک راه پیدا می‌کند.
نزدیک به ۱۶۵۰ جزیره درون این دریاچه قرار دارند. از جمله این جزیره‌ها، جزیره کیژی است که دارای ۸۹ کلیسای ارتدوکس چوبی و دیگر سازه‌های چوبی بازمانده از سده‌های ۱۵ تا ۲۰ میلادی است. این مجموعه همچنین یکی از میراث‌های جهانی یونسکو با نام پوگوست کیژی را در برگرفته‌است. از جمله شهرهای بزرگ کنار این جزیره می‌توان به پتروزاودسک، کوندوپوگا، و مدوژیگورسک اشاره کرد.